# Colonia Miguel Hidalgo, Temixco
Colonia Miguel Hidalgo är en ort i Mexiko.   Den ligger i kommunen Temixco och delstaten Morelos, i den sydöstra delen av landet, 70 km söder om huvudstaden Mexico City. Colonia Miguel Hidalgo ligger 1 244 meter över havet och antalet invånare är 462.
Terrängen runt Colonia Miguel Hidalgo är kuperad västerut, men österut är den platt. Runt Colonia Miguel Hidalgo är det tätbefolkat, med 591 invånare per kvadratkilometer. Närmaste större samhälle är Cuernavaca, 9,5 km norr om Colonia Miguel Hidalgo. I omgivningarna runt Colonia Miguel Hidalgo växer huvudsakligen savannskog.